# پسران ابوغریب
پسران ابوغریب (انگلیسی: Boys of Abu Ghraib) یک فیلم درام، دلهره‌آور و جنگی آمریکایی محصول سال ۲۰۱۴ که الهام گرفته از شکنجه و آزار زندانیان ابوغریب در سال ۲۰۰۳ در زندان ابوغریب در بغداد عراق که در پس‌زمینه جنگ عراق رخ داده‌است. این فیلم توسط لوک موران نوشته و کارگردانی شده‌است. از بازیگران می‌توان به شان آستین، امید ابطحی، و سارا پکستون اشاره کرد.

## انتشار
این فیلم در ۲۸ مارس ۲۰۱۴ در سینماهای ایالات متحده اکران شد.

## داستان
یک سرباز آمریکایی مستقر در ابوغریب خود را پشت دیوارهای سایت بدنام هارد می‌بیند، جایی که دوستی پنهانی با یک زندانی عراقی برقرار می‌کند.

## تولید
فیلمبرداری در سانتافه، نیومکزیکو در زندان نیومکزیکو، محل شورش زندان ایالت نیومکزیکو انجام داد.

## بازخوردها
برخی از منتقدان فیلم را به دلیل عدم نمایش دقیق وقایع رسوایی، اما تخیلی داستانی بر اساس این رویدادها مورد انتقاد قرار دادند، در حالی که برخی دیگر از داستان و توضیح یکباره آن در مورد چگونگی وقوع چنین رویدادی استقبال کردند. نظرات تماشاگران مثبت‌تر بود، به‌ویژه از جانب کهنه‌سربازان به‌خاطر ترسیم واقع‌بینانه‌اش از اعزام یک سرباز و فقدان یک برنامه سیاسی.